# Ö3-Wecker
Der Ö3-Wecker ist eine Radiosendung des österreichischen Senders Ö3, die 1968 von Rudi Klausnitzer gegründet wurde. Sie hat täglich durchschnittlich über 2,8 Millionen Zuhörer und ist somit die erfolgreichste Sendung Österreichs.

## Geschichte
Am Montag, den 30. September 1968, ein Jahr nach der Reform des österreichischen Rundfunks ging der Ö3-Wecker auf Sendung und löste damit die seit 1. Jänner 1968 an diesem Sendeplatz vorhandene Musik für Frühaufsteher ab. Zuvor hatte Ö3 morgens das Programm von Ö1 übernommen. Moderatoren der Anfangszeit waren Brigitte Xander und Rudi Klausnitzer. Bald darauf moderierten auch Dieter Dorner, Meinrad Nell, Hans Leitinger und Gotthard Rieger („GR“). Später wurde das Team erweitert mit Thomas Klock, Karl Kaltenegger und Nora Frey.

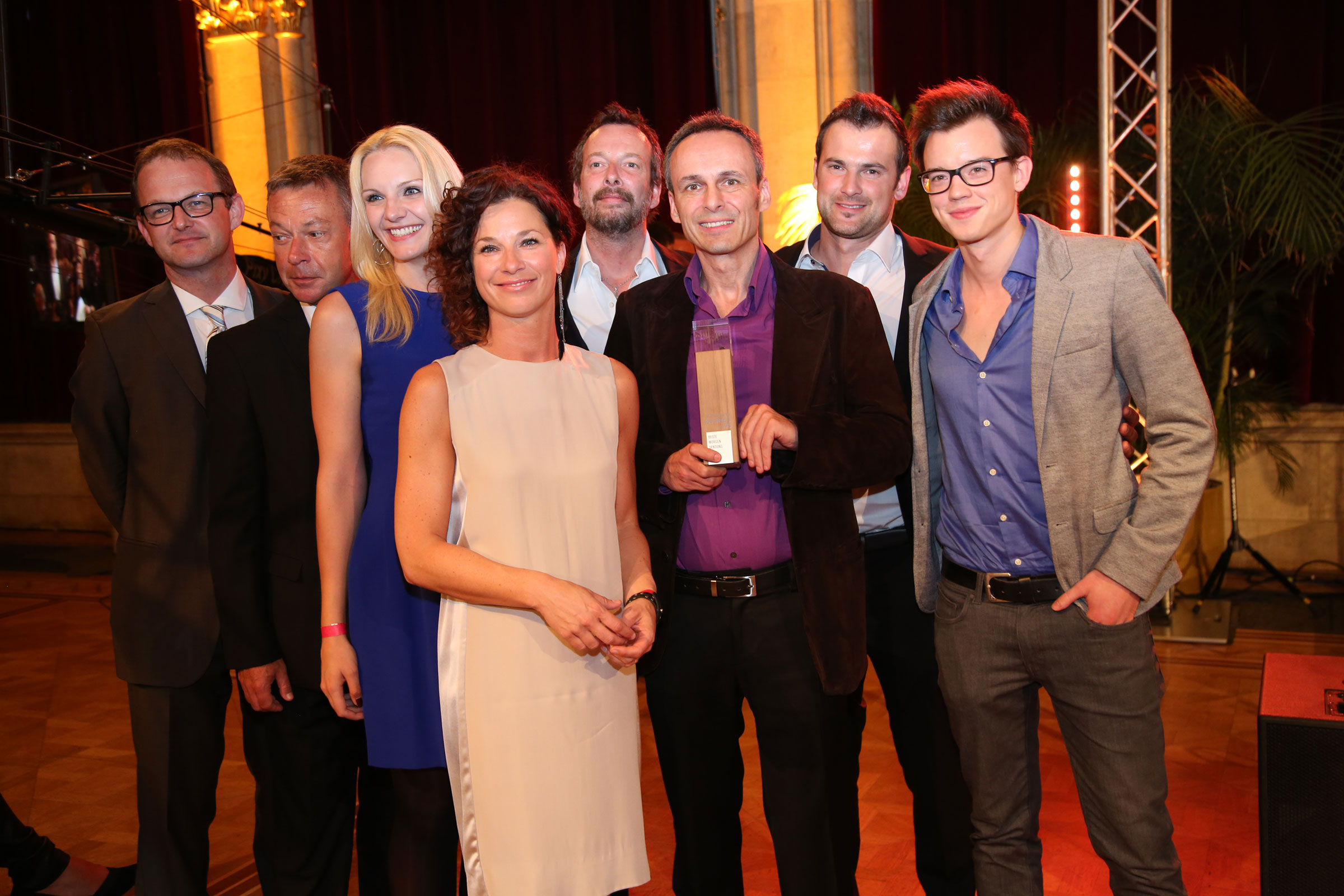
Das aktuelle Ö3-Wecker-Team anlässlich der Verleihung des Österreichischen Radiopreises 2015: Ö3-Wecker als beste Morgensendung Österreichs

Im Zuge einer Programmreform Mitte der 90er Jahre musste sie ihren Platz für das Team Hary Raithofer (Moderator), Robert Kratky (Produzent) und Hadschi Bankhofer (Co-Moderator, Außenstelle) räumen. Das Trio führte erstmals Radio-Comedy ein. Joe Rappold und Dodo Roscic unterstützten in dieser Zeit das Team. Figuren wie der Vignettenman und Fred Combuese erreichten einen hohen Bekanntheitsgrad. 2000 verließ Hadschi Bankhofer die Sendung und wechselte zu ATV. Als Nachfolger wurden unter anderem „Wetter“-Mann Andreas Jäger und Verkehrsansagerin Daniela Zeller eingesetzt. Ab 2003 wechselte sich Hary Raithofer mit Produzent Robert Kratky in der Moderation ab, bis Raithofer seinen Posten verließ und mit Matthias Euler-Rolle ein Partnervermittlungs-Unternehmen gründete. Jäger wurde nach seinem Abschied durch Marcus Wadsak als Wettersprecher ersetzt. Nach dem Abgang von Hary Raithofer wurde Peter L. Eppinger als Moderator eingesetzt. Dieser wurde später von Andi Knoll ersetzt. Als Kollegin von Daniela Zeller wurde Sandra König als Verkehrsredakteurin eingesetzt. Auch Christian Huhndorf wurde als Meteorologe Mitglied des Wecker-Teams. Am 22. Juni 2011 verließ Zeller Ö3 und wurde durch Lisa Hotwagner ersetzt. Seit Februar 2015 ist Philipp Hansa als bislang jüngster Moderator nach Rudi Klausnitzer Nachfolger von Andi Knoll.
Im August 2025 verließ Robert Kratky den Ö3-Wecker und den ORF aus gesundheitlichen Gründen frühzeitig.
2015, 2016 und 2017 gewann der Ö3-Wecker den Österreichischen Radiopreis als beste Morgensendung Österreichs.

## Konzept
Der Ö3-Wecker ist heute wie eine Infotainment-Sendung konzipiert; früher war er eine Musik- und Informationssendung.
Im Gegensatz zu anderen Radio-Formaten auf dem Sender wird zwischen jedem einzelnen gespielten Lied eine Pause gemacht, in der die Moderatoren ihre Kommentare zu aktuellen Themen abgeben. Die Sendung läuft montags bis freitags von 5 bis 9 Uhr. Zu Beginn wird die Ö3-Zeitreise abgespielt, die historische Ereignisse des Datums Revue passieren lässt. Die Moderatoren reden in den Morgenstunden etwas weniger, es überwiegt die Musik. Ab 6 Uhr werden Tagesthemen aus Bereichen Film, Sport, Gesellschaft oder Politik hervorgebracht, manchmal werden auch Lieder aus dem Bereich Die neuen Österreicher vorgestellt. Titel aus früheren Jahrzehnten wurden bereits vor Jahren aus dem Programm gekippt.
In der „Movie-Minute“ stellt Ö3-Filmkritiker Peter-Arthur Straubinger die neuesten Filme vor.
Im „Gamecheck“ stellt Ö3-Internetredakteurin Shin Chang die neuesten Spiele und Apps vor.

## Radio-Comedy
Täglich werden Folgen verschiedener Radioserien ausgestrahlt. Sehr beliebt war um die Jahrtausendwende Oma Raithofer und Opa Kratky, in der Hary Raithofer und Robert Kratky ein altes Ehepaar spielen, das viele Abenteuer verschiedenster Art erlebt. Ebenfalls beliebt war die satirische Sendung des Vignettenman, der die Einführung der Autobahnvignette persiflierte. Sogar in Deutschland war der Vignettenman mit Robert Kratky als Schurkenjäger am 22. März 1997 in der Show Wetten, dass..? aus Wien zu sehen.
Weitere bekannte Comedys waren Im Scharfen Eck mit Peda und Peda (mit Wolf Haas und Herbert Haider), Prof. Bunsenbrenner, Sepp Schnorcher, ZIB2 einhalb, Weckercombo, Wecker-Checker, Aktenzeichen Ö3 – ungelöst, Jogg, Ö3 Mikromann und Comedys mit österreichischen Prominenten.
1999 stieß Gernot Kulis zum Sender Ö3. Er war bereits zuvor bei Antenne Steiermark als Comedian tätig. Bislang entwickelte er mehrere Comedy-Sendungen auf Ö3, unter anderem den Ö3-Callboy und die Zwoa Lofntola. Die kommerziell erfolgreichste von ihm geschaffene Figur ist der zynische AHS-Lehrer Professor Kaiser. Mit dem Lied Was is mit du? schaffte er es 2002 auf Platz 1 der Austria Top 40. Mit einem weiteren Lied und vier Albumveröffentlichungen schaffte er es ebenfalls in die Hitliste.
Der Ö3-Mikromann Tom Walek, welcher Straßenbefragungen durchführt, gehört ebenfalls zu den Erfolgskonzepten des Senders.
Seit 2002 ist auch Christian Schwab Teil der Comedy-Abteilung des Ö3-Weckers. Seine bekannteste Figur ist dabei Sepp Schnorcher, außerdem ist er Teil der Zwoa Lofntola und schreibt/spricht seit Ende 2013 die Serie In 80 Sekunden, in denen er sich aktuellen Themen satirisch nähert.
Als Kabarettgruppe bereits bekannt sind die Ö3-Comedy-Hirten, die mit dem Programm Mörderisch auf Tournee waren. Außerdem veröffentlichten sie im Zuge der Fußball-Europameisterschaft, das Lied Hey hey, Hicke, welches mit Gold und Platin ausgezeichnet wurde.

## Weckercombo
Die Weckercombo ist die Band des Ö3-Weckers, die mit (zumeist deutschsprachigen) Coverversionen aktueller Titel täglich auf satirische Art Inhalte wiedergibt. 1998 erschienen von Mini Bydlinski, dem Leiter der Combo, zwei CDs mit den Namen „Tor! Toor! Tooor!“ und „Hermann Maier“, auf denen eine Auswahl der Songs zu finden ist.